# ولایت هیگو

نقشه ژاپن در سال ۱۸۶۸ میلادی. این ولایت با رنگ تیره مشخص شده است.

ولایت هیگو (به ژاپنی: 肥後国 Higo no kuni) یکی از ولایت‌ها در تقسیم‌بندی کشوری قدیم ژاپن بود.